# Boychukismus

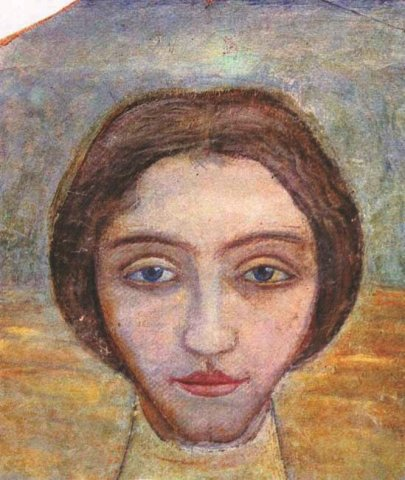
Porträt einer Frau, Mychajlo Bojtschuk, 1909

Der Boychukismus (ukrainisch Бойчукізм Bojtschukism, wissenschaftliche Transliteration Bojčukism, auch als Ukrainischer Monumentalismus bezeichnet) war ein vorwiegend von den 1910er bis in die 1930er Jahre gepflegter Kunststil, dessen Verfechter eine eigenständige, ukrainische Bilder- und Formensprache anstrebten und sich dabei an der Kunst des Byzantinischen Reichs und der Kiewer Rus orientierten. In der Sowjetunion unterdrückt, wird der Boychukismus seit der Unabhängigkeit der Ukraine wieder als Ausdruck der ukrainischen Kultur gewürdigt. Sein Name ist vom Begründer der Bewegung, Mychajlo Bojtschuk (englische Transkription Mykhailo Boychuk), abgeleitet.

## Geschichte

### Entwicklung
Der Boychukismus geht zurück auf die Gründung eines Ateliers für neobyzantinische Kunst in Paris durch Mychajlo Bojtschuk im Jahr 1909. Dort entstand die künstlerische Schule wurde. Die Künstler versuchten die ukrainische Kunst auf Grundlage der byzantinischen Kunst und der Kiewer Rus wiederzubeleben. Die Franzosen nannten diese Neuerungen Rénovation Byzantine, später Ukrainischer Monumentalismus oder eben Boychukismus. Bojtschuk und seine Anhänger strebten nach einer Reform der ukrainischen Kunst und der Schaffung eines neuen ukrainischen Stils, der national und eng mit dem Alltagsleben der Menschen verbunden sein sollte. Dazu kehrten sie sich von zeitgenössischen Kunstströmungen ab und nutzten Tempera statt Öl, kollektives statt individuelles Schaffen und besannen sich auf das historische Erbe, statt es zu negieren. Die Boychukisten beherrschten die Techniken der Fresko- und Seccomalerei, d. h. der Verwendung von mit Wachs verdünnten Nass- und Trockenfarben. 

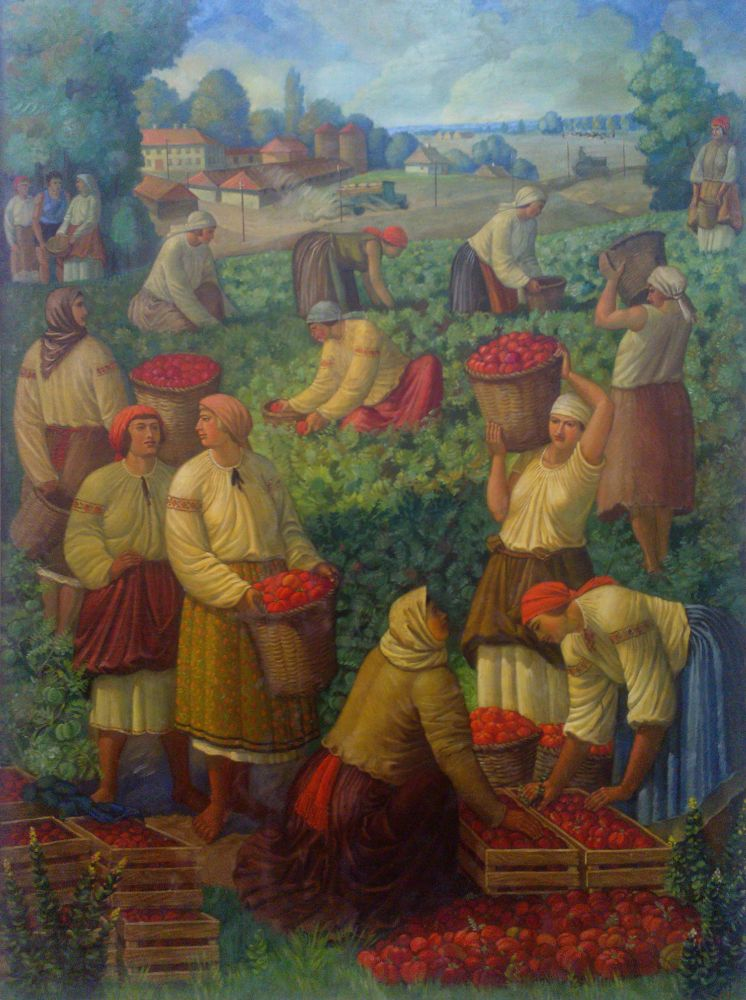
Tomatenpflücken, Iwan Padalka, 1932

In den 1920er Jahren schufen die Anhänger des Boychukismus am Staatlichen Kunstinstitut in Kiew eine Werkstatt nach mittelalterlichem Vorbild, in der der künstlerische Schaffensprozess von der Herstellung der Farben und Pinsel bis zu den fertigen Werken gemeinschaftlich erfolgte. Sie glaubten daran, dass ihr Schaffen dazu beitrug, eine ideale Gesellschaft zu errichten.

### Repressionen
Die ideologischen und künstlerischen Grundsätze der Boychukisten passten nicht in den kanonisierten Rahmen der „sowjetischen Kunst“, weshalb radikale Sozialisten den Vorwurf erhoben, dass die Künstler das Bild des sowjetischen Volkes und der sozialistischen Realität verfälschen würden. Zu Beginn der 1920er und 1930er Jahre verschärften die bolschewistischen Behörden den Kampf gegen die Kulaken auf dem ukrainischen Land. Aufgrund der Dominanz des bäuerlichen Themas in den Werken der Boychukisten wurden sie beschuldigt, das bürgerlich-kulakische Element sowie Nationalismus und Formalismus zu propagieren. Boychuk wurde 1937 erschossen, viele seiner Schüler versteckten ihre Werke und wandten sich dem Sozialistischen Realismus zu.
Die Werke der Boychukisten wurden bis auf wenige Ausnahmen zerstört. Zu den hinterbliebenen Werken zählen vor allem skizzenhafte Werke.

## Merkmale
Der Boychukismus strebte nach einer Synthese von ukrainischer Volkskunst und der kirchlichen Kunst von Byzanz. Der künstlerische Stil zeichnet sich durch kompositorische Klarheit, hohe Plastizität, ornamentale Flächigkeit, strenge und ausgewogene, rhythmische und farbige Harmonie sowie die Einfachheit der Zeichnung und die rationale Anordnung der Massen und Linien aus.

Die Boychukisten lehnten den vorherrschenden Einfluss des Naturalismus ab und strebten nach einer nationalen ukrainischen Identität. Thematisch dominierten bäuerliche Sujets.

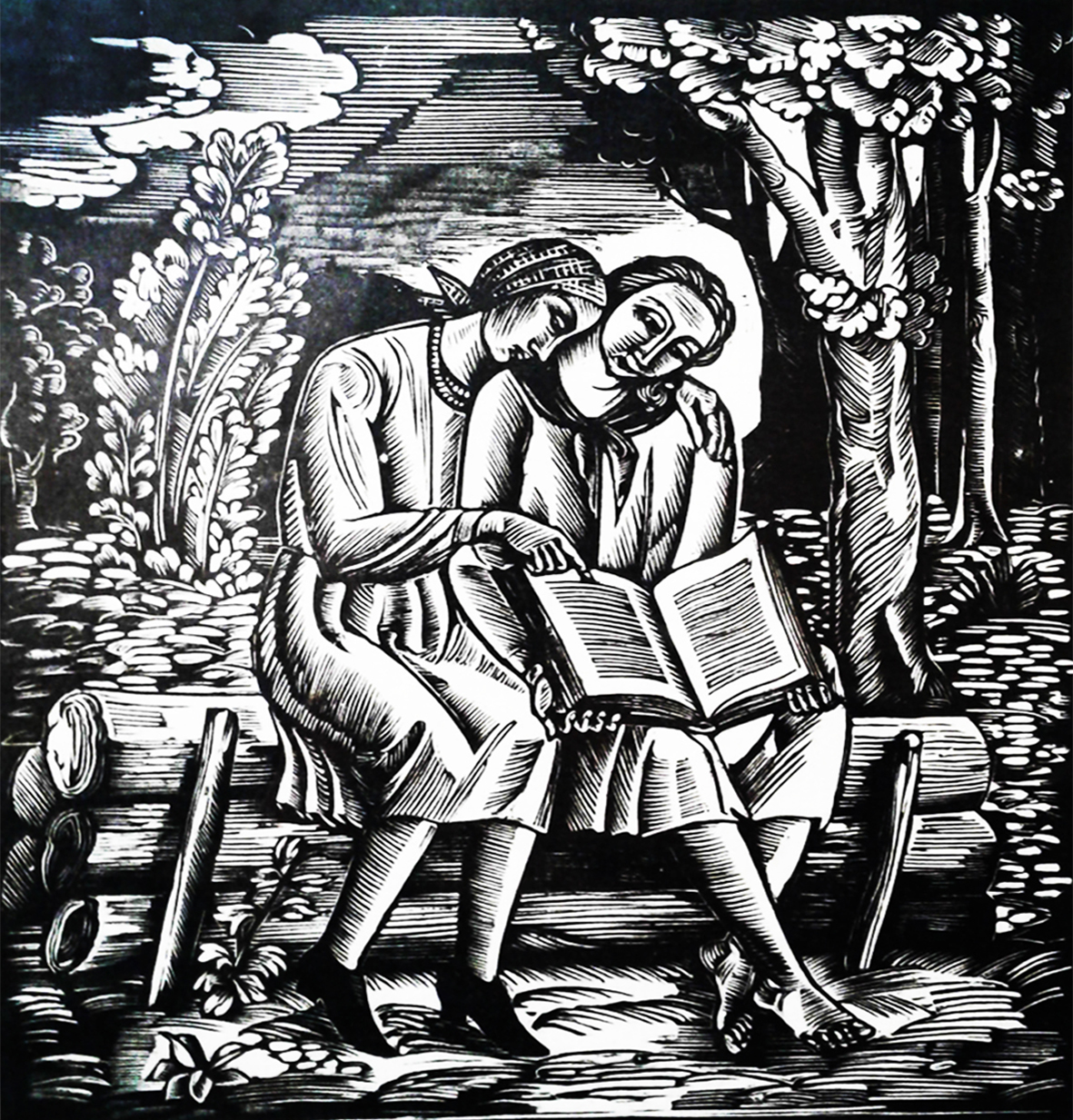
Mädchen mit Buch, Sofija Nalepynska-Bojtschuk, 1927

Zu den wichtigsten Vertretern neben Mychajlo Bojtschuk zählen Tymofij Bojtschuk, Wassyl Sedljar, Iwan Padalka, Sofija Nalepynska-Bojtschuk, Oksana Pawlenko, Antonina Iwanowa, Mykola Rokyzkyj, Serhij Kolos und Ochrim Krawtschenko.

## Ausstellungen
Unter dem Titel Boychuk and Boychukists, Boychukism fand 1990 in der Lemberger Nationalen Kunstgalerie und im Staatlichen Museum der bildenden Künste der Ukraine eine erste Retrospektive statt, die eine museale Rehabilitierung des Kunststils darstellte. In der Ausstellung Boychukism. Great Style ‘Project’ zeigte das Mystezkyj Arsenal in Kiew in den Jahren 2017/2018 mehr als 300 Gemälde, Grafiken und Mosaike des Boychukismus.